# Димитрије Станчуловић
Димитрије Станчуловић (Београд, 4. јул 1929 — Београд, 20. децембар 2015) био је југословенски и српски филмски и телевизијски редитељ.

## Каријера
Највећи допринос оставио је у телевизијској режији, где је урадио више од шест стотина телевизијских програма, углавном уживо, спортских такмичења, музичких концерата и разних међународних догађаја. Први филм који је самостално режирао био је Минут ћутања, 1963. године, по сценарију Мирка Ковача, у продукцији Дунав филма.
Године 1965. отишао је у Енглеску као стипендиста Британског савета за филмску и телевизијску режију. На међународном сателитском преносу Сусрет светских градова Вашингтон-Мексико Сити-Париз-Лондон-Београд стиче прво самостално искуство као телевизијски редитељ. Након тога, Станчуловић је радио на преоносима великих међународних утакмица, музичких концерата, медијских технолошких догађаја и политичких сусрета. Седамдесетих година одлази у Сједињене Државе, а каријеру завршава као члан међународног жирија и стручни консултант на Олимпијским играма. Сматра се зачетником београдске школе директних преноса, а највише је остао упамћен по живим преносима забавне емисије Максиметар.
Као редитељ радио је на Радио-телевизији Београд и РТВ Сарајево. За свој рад добио је велики број признања.
Преминуо је 20. децембра 2015. године у Београду.